# Суфанабури
Суфанабури е една от 76-те провинции на Тайланд. Столицата ѝ е едноименния град Суфанабури. Населението на провинцията е 855 949 жители (2000 г. – 24-ра по население), а площта 5358 кв. км (40-а по площ). Намира се в часова зона UTC+7. Разделена е на 10 района, които са разделени на 110 общини и 977 села.